# Pat de pușcă

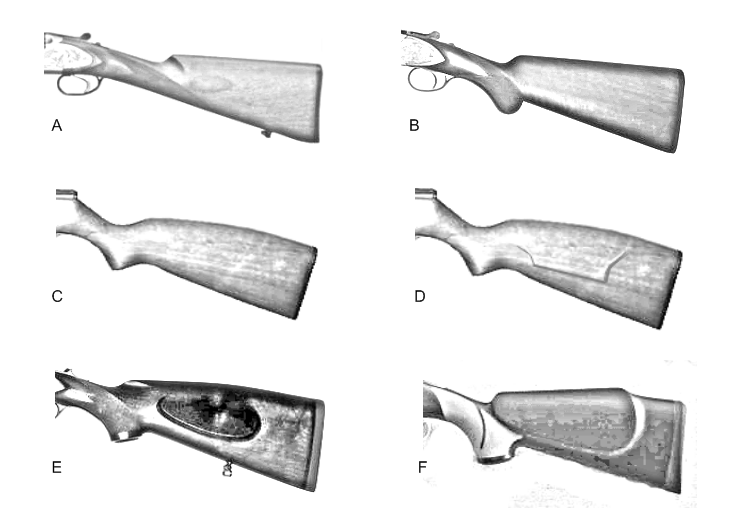
Diferite tipuri de paturi de pușcă fixe

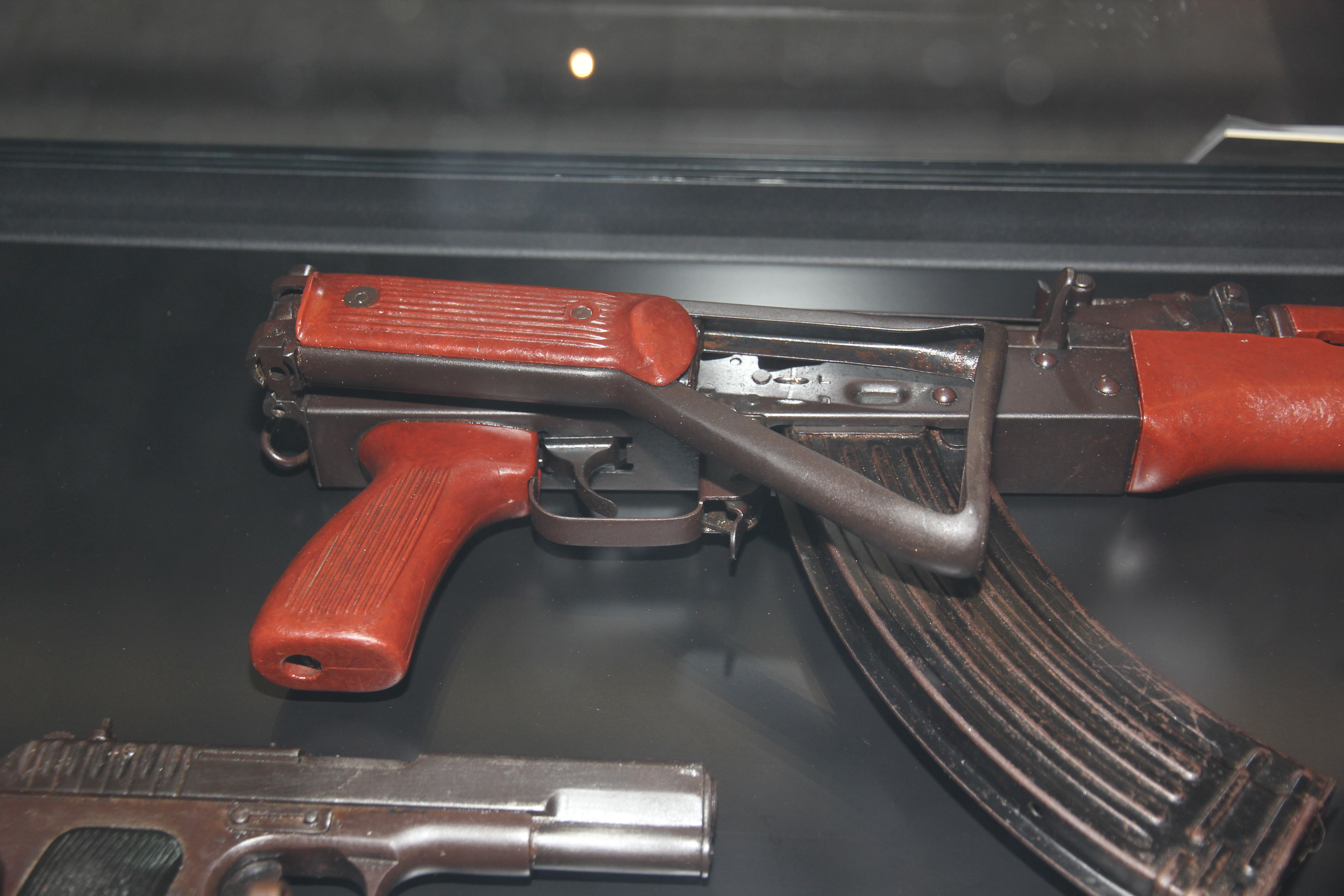
Pat de pușcă rabatabil

Patul de pușcă este o parte dintr-o pușcă sau altă armă de foc, ce se sprijină pe umăr pentru a absorbi reculul și a crește sustenabilitatea armei în timpul țintirii cu scopul de a împușca, acest fapt ducând la creșterea preciziei armei.
Există paturi de pușcă din metal, lemn și masă plastică.